# Nganglam
Nganglam – miasto w Bhutanie, w dystrykcie Pemagacel.